# Phaonia fraterna
Phaonia fraterna är en tvåvingeart som beskrevs av Malloch 1923. Phaonia fraterna ingår i släktet Phaonia och familjen husflugor.
Artens utbredningsområde är New Hampshire. Inga underarter finns listade i Catalogue of Life.